# Philippe Boulland
Philippe Boulland (ur. 18 sierpnia 1955 w Markali) – francuski lekarz i polityk, deputowany do Parlamentu Europejskiego VII kadencji.

## Życiorys
Z wykształcenia lekarz, zawodowo związany z Betz. Był merem tej miejscowości (1995–2004), następnie objął stanowisko zastępcy mera. W 2001 po raz pierwszy zasiadł w radzie departamentu Oise. W wyborach w 2009 bez powodzenia kandydował z ramienia Unii na rzecz Ruchu Ludowego. Mandat europosła objął 15 grudnia 2010, zastępując Pascale Gruny. W Parlamencie Europejskim VII kadencji przystąpił do grupy chadeckiej.